# Csavarvonal

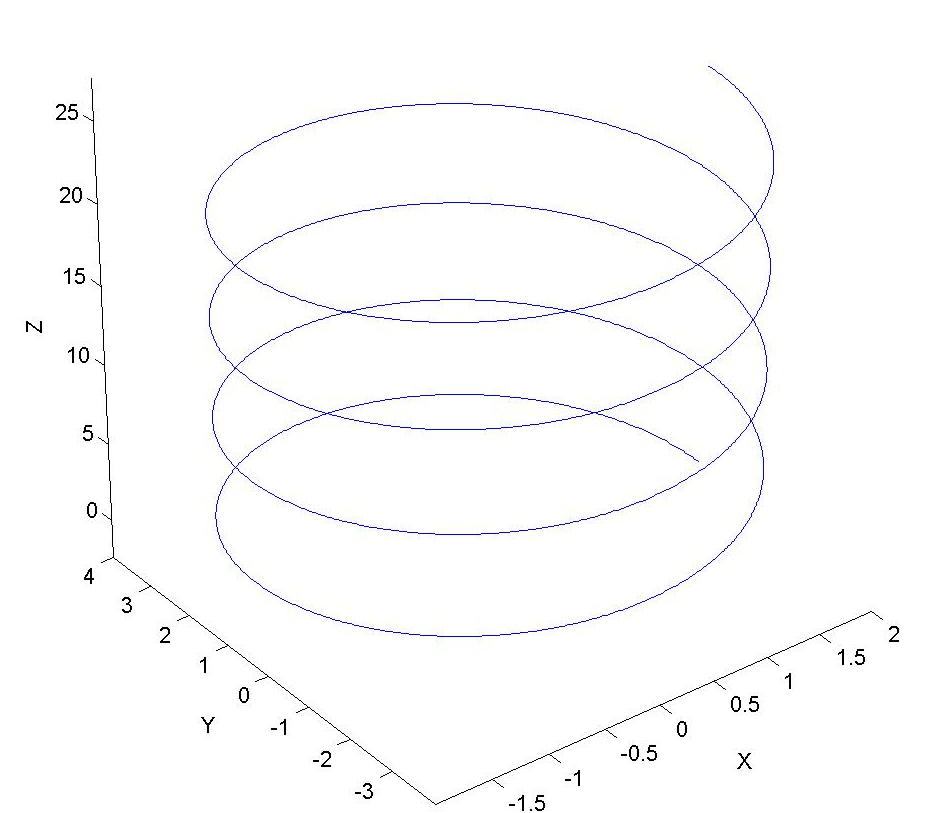
Jobbsodrású hengeres csavarvonal

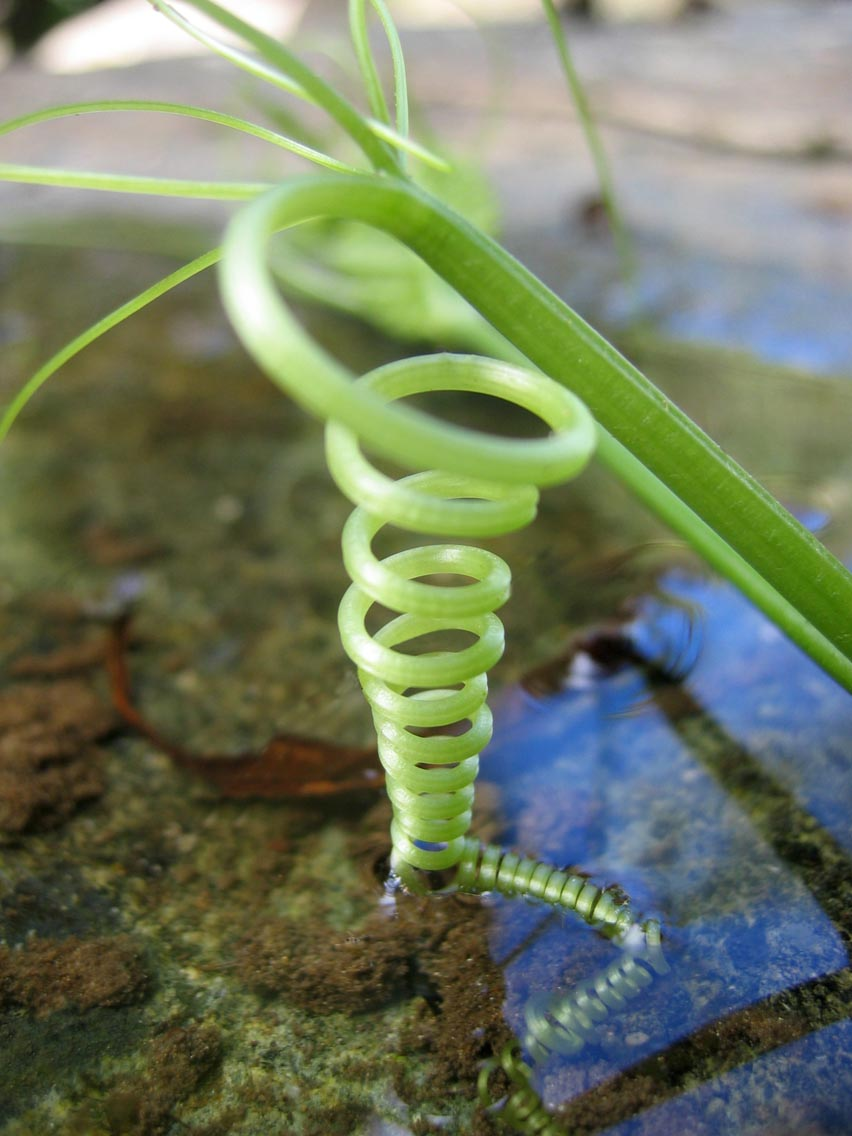
Szőlő balsodrású csavarvonal alakú kacsa.

Kúpos csavarvonal

Loxodroma

A csavarvonal, más néven hélix térgörbe, mely úgy származtatható, hogy egy henger, kúp vagy gömb felületén egy pont egyenletes sebességgel mozog a felület tengelye irányában, és közben egyenletes szögsebességgel forog a felületen a tengely körül.
A csavarvonal fontos a biológiában, a DNS molekula atomjai kettős csavarvonal mentén rendeződnek el, de több protein molekula is csavarvonal alakú. Műszaki alkalmazása is gyakori, rugó, dugóhúzó, csavar, csigahajtás esetén találkozni vele. A sodrott kötélben a pászmák szintén csavarvonal alakban helyezkednek el. A csavarvonal bal- illetve jobbsodrású lehet. Jobbsodrású a csavarvonal, ha a pont tengelyirányú mozgásához az óramutató járásával egyező irányú forgás tartozik (tehát ahogy egy csavar befelé csavarodik). A bal sodrású csavarvonalnál a tengelyirányú mozgáshoz az óramutató járásával ellentétes irányú forgó mozgás tartozik. A jobbforgású csavar elmozdulással és elfordulással nem, csak tükrözéssel vihető át balforgású csavarba és viszont. A legtöbb csavar kötőelem jobbforgású, csak kivételes esetben készítenek balmenetű csavarokat, azokat a csavaron jól látható és el nem távolítható módon jelölni is kell. A fehérjék molekulájának csavarvonala és a DNS A és B alakja jobbsodrású, a Z alakú DNS molekula balsodrású.
A csavarvonal {\displaystyle m\,} menetemelkedése az a tengelyirányú távolság, ami alatt a származtató pont egy teljes fordulatot tesz meg.

## Hengerre írható csavarvonal
Az {\displaystyle a\,} sugarú, {\displaystyle m\,} menetemelkedésű csavarvonal vektoros egyenlete:
{\displaystyle \mathbf {r} (t)=a\cos(t)\mathbf {i} +a\sin(t)\mathbf {j} +{\frac {m}{2\pi }}t\mathbf {k} \,},
ahol 
{\displaystyle \mathbf {r} (t)\,} a helyvektor,
{\displaystyle \mathbf {i} \,}, {\displaystyle \mathbf {j} } és {\displaystyle \mathbf {k} \,}, az x,y és z irányú egységvektor.
vagy paraméteres egyenlete:
{\displaystyle x=a\cos(t)\,}
{\displaystyle y=a\sin(t)\,}
{\displaystyle z={\frac {m}{2\pi }}t\,}
A csavarvonal görbülete állandó:
{\displaystyle g={\frac {a}{a^{2}+({\frac {m}{2\pi }})^{2}}}\,},
csavarodása (torziója) szintén állandó:
{\displaystyle c={\frac {2m\pi }{4\pi ^{2}m^{2}+a^{2}}}\,}.
Megjegyzendő, hogy a hengeres csavarvonal az egyetlen térgörbe, melynél mind a görbület, mind a csavarodás zérótól különböző állandó. Hengerfelületen két tetszőleges pont közötti legrövidebb út (geodetikus vonal) egy csavarvonal szakasz. Ez könnyen ellenőrizhető, ha egyik alkotója mentén felvágjuk a hengert és kiterítjük, akkor a csavarvonal egyenessé alakul. A mókusok ezt jól tudják, ki is használják, miközben futkároznak a fatörzseken. A görbület és csavarodás viszonya:
{\displaystyle {\frac {g}{c}}={\frac {2\pi a}{m}}=\mathrm {const} \,}.
Az összes csavarvonal szükséges és elégséges feltétele az, hogy a görbület és csavarodás viszonya állandó legyen (Lancret tétele).

## Más csavarvonalak
Az {\displaystyle \alpha \,} félkúpszögű, origó csúcsú, z tengelyű kúpra írt csavarvonal egyenlete:
{\displaystyle \mathbf {r} =ae^{bt}\cos t\mathbf {i} +ae^{bt}\sin t\mathbf {j} +ae^{bt}\mathrm {ctg} \alpha \mathbf {k} \,}
ahol {\displaystyle a\,} a csavarvonal kezdő sugara, a {\displaystyle b\,} paramétertől a menetek sűrűsége függ.
Ennek a görbének az érintője állandó szöget zár be a kúp tengelyével.
A gömbfelületre írt olyan görbe, melynek érintője a gömb egy meghatározott tengelyével állandó {\displaystyle \alpha \,} szöget zár be, a gömbre írt csavarvonal vagy loxodroma.